# یگان ضد تروریسم کردستان عراق
یگان ضد تروریسم کردستان عراق (به کردی: هێزی دژە تیرۆری کوردستان‌) (به  انگلیسی : CTD) بخشی از شورای امنیتی کردستان عراق است. این یگان برای خنثی سازی عملیات های تروریستی  و عملیات ویژه در کردستان عراق میباشد.
این سازمان دولتی توسط حزب دموکرات کردستان (عراق)اتحادیه میهنی کردستان تأمین میشود.